# Ндугаи, Йоб
Йоб (Джоб) Юстино Ндугаи (суахили Job Ndugai; 21 января 1960 или 22 января 1960, Танганьика — 6 августа 2025, Додома) — танзанийский политический и государственный деятель, спикер Национальной ассамблеи Танзании с 17 ноября 2015 по 6 января 2022 года, Заместитель председателя Национальной ассамблеи Танзании (2010—2015).

## Биография
Образование получил в Колледже управления дикой природой Африки (1986—1988), Университете Дар-эс-Салама (1989—1993), в аспирантуре Сельскохозяйственном университете Норвегии (1994—1995) и Открытом университете Танзании.
Работал районным сотрудником Министерства природных ресурсов и туризма с 1988 по 1989 год, менеджером охотничьего заповедника Селус. С 1996 по 1998 год — руководитель спецпроекта на Серенгети. С 1998 по 2000 год — старший научный сотрудник Танзанийского научно-исследовательского института дикой природы TAWIRI при Министерстве природных ресурсов и туризма Танзании.
Член Революционной партии Танзании.
Был членом парламента Танзании от избирательного округа Конгва (в составе области Додома) с 2000 года.
Ндугаи с 2010 по 2015 год занимал пост заместителя председателя Национальной ассамблеи (парламента) Танзании. 17 ноября 2015 г. был избран спикером Национальной ассамблеи. В ноябре 2020 года был избран спикером на второй срок. Ушёл в отставку 6 января 2022 года после разногласий с президентом Самией Сулуху и заявления последней, что Ндугаи рассчитывает занять президентское кресло в 2025 году.
Умер 6 августа 2025 года в возрасте 65 лет в Додоме из-за резкого падения артериального давления, вызванного тяжёлой респираторной инфекцией.